# Paveletskaja (metrostation Moskou, Zamoskvoretskaja-lijn)

Paveletskaja (Russisch: Павелецкая) is een station aan de Zamoskvoretskaja-lijn van de Moskouse metro. Het station werd gebouwd als onderdeel van de derde fase van de metrobouw (1938-1944) die tijdens de Tweede Wereldoorlog werd voltooid. De lijn naar het zuidelijker gelegen toenmalige eindpunt Zavod im Stalin was al sinds januari in gebruik maar de twee stations tussen het Theaterplein en het eindpunt kwamen pas in de loop van 1943 gereed. Paveletskaja werd als 25e station van de Moskouse metro op 20 november 1943 geopend. Door de opening van het station kreeg ook het Station Moskva Paveletskaja, als zevende van de negen Moskouse kopstations, een aansluiting op de metro.    

## Bouw en verbouw
In 1943 werd het station als tijdelijke oplossing opgeleverd als dubbelgewelfd station van het Londen-type. Hierbij bevindt zich aan de uiteinden van de perrons een dwarsverbinding waarin de roltrappen van boven het perronniveau bereiken.(foto van de situatie in de periode 1943-1953) Tijdens de bouw van het station van de ringlijn (1948-1950) werden vanuit het noordelijke toegangsgebouw roltrappen gebouwd naar het nieuwe perron. Deze situatie zou betekenen dat overstappers eerst naar boven moesten en daarna weer naar beneden, voor een directe verbinding tussen de beide perrons werd een tunnel gebouwd die via een trap in de middenhal van de ringlijn bereikbaar is. Om deze, ook met een trap, te verbinden met het perron van de Zamoskvoretskaja-lijn werd ook daar gekozen voor een trap in de middenhal ongeveer ter hoogte van het midden van de perrons. Deze middenhal was echter nooit gebouwd en na de opening van het ringlijn station op 1 januari 1950 werd gestart met de voltooiing het station. Het station werd tijdens de  verbouwing alsnog voorzien van een middenhal tussen de perrons zoals al bij het ontwerp was voorzien. Hierbij werd geen aparte buis in het midden geboord maar werd hetzelfde systeem toegepast als eerder bij Majakovskaja zodat ook hier sprake is van een kolommenstation. De heropening van het station vond plaats op 21 februari 1953 en daarmee was het station, bijna tien jaar na de opening, alsnog voltooid.

## Galerij

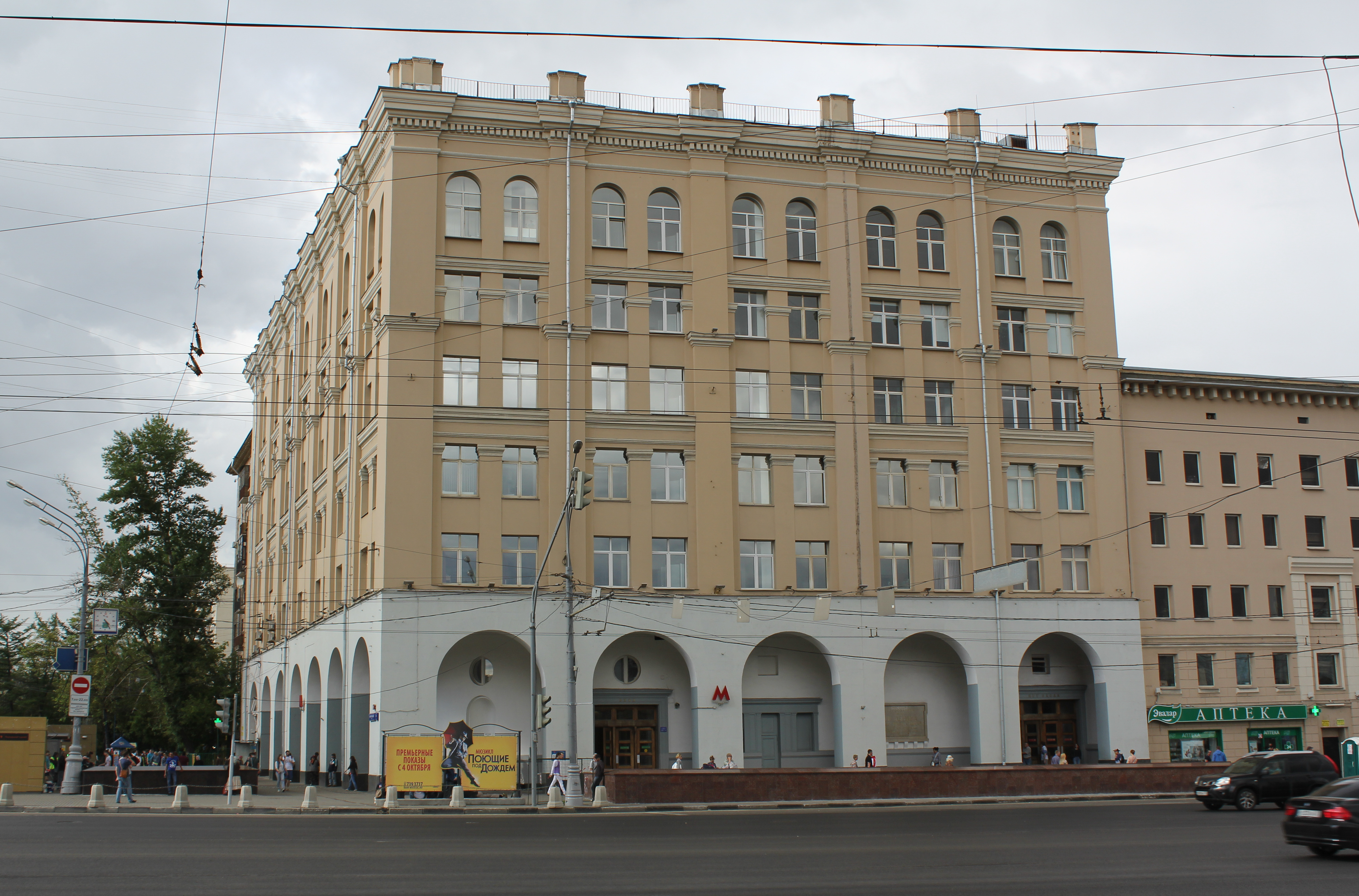
Het noordelijke toegangsgebouw
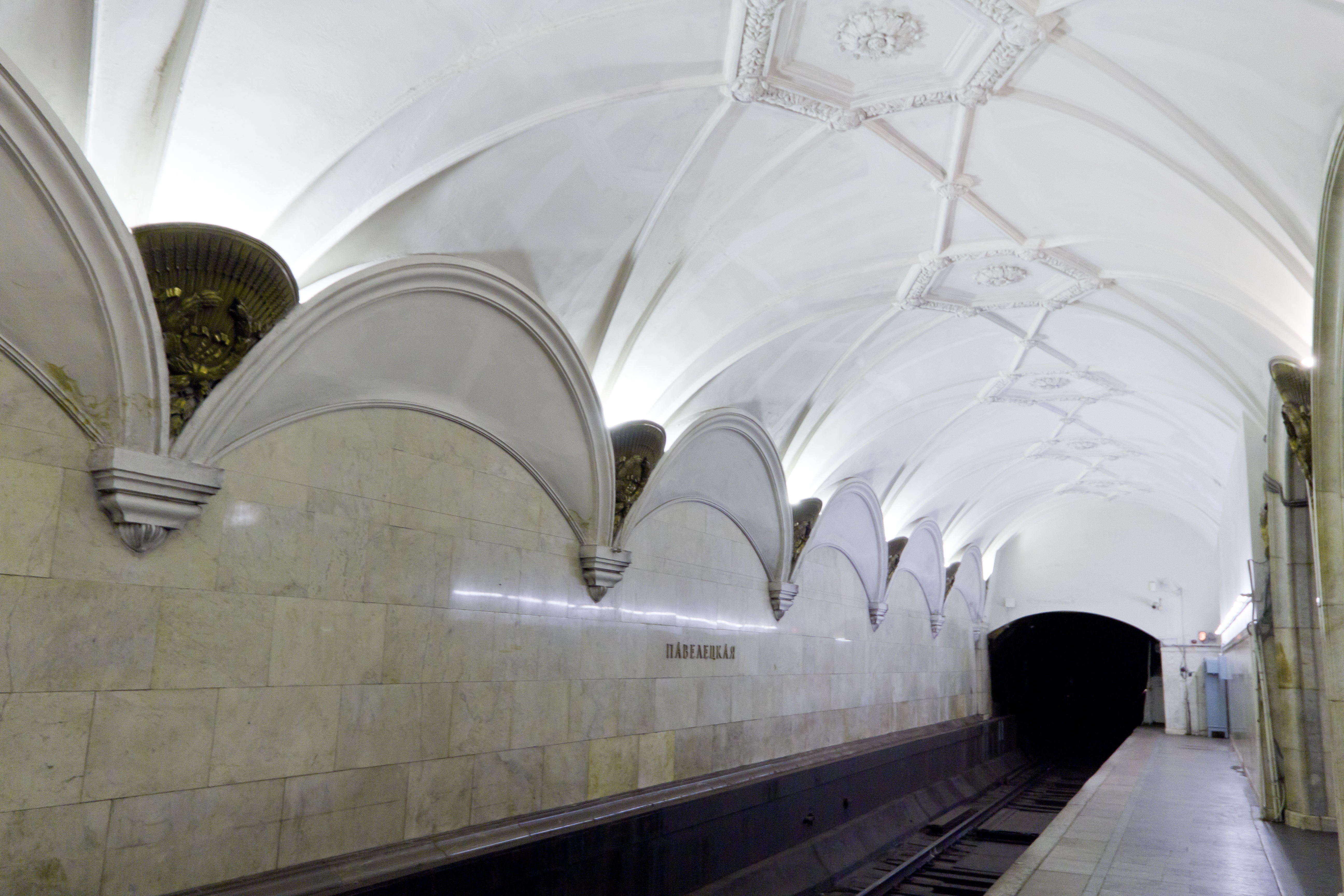
Perronzijde
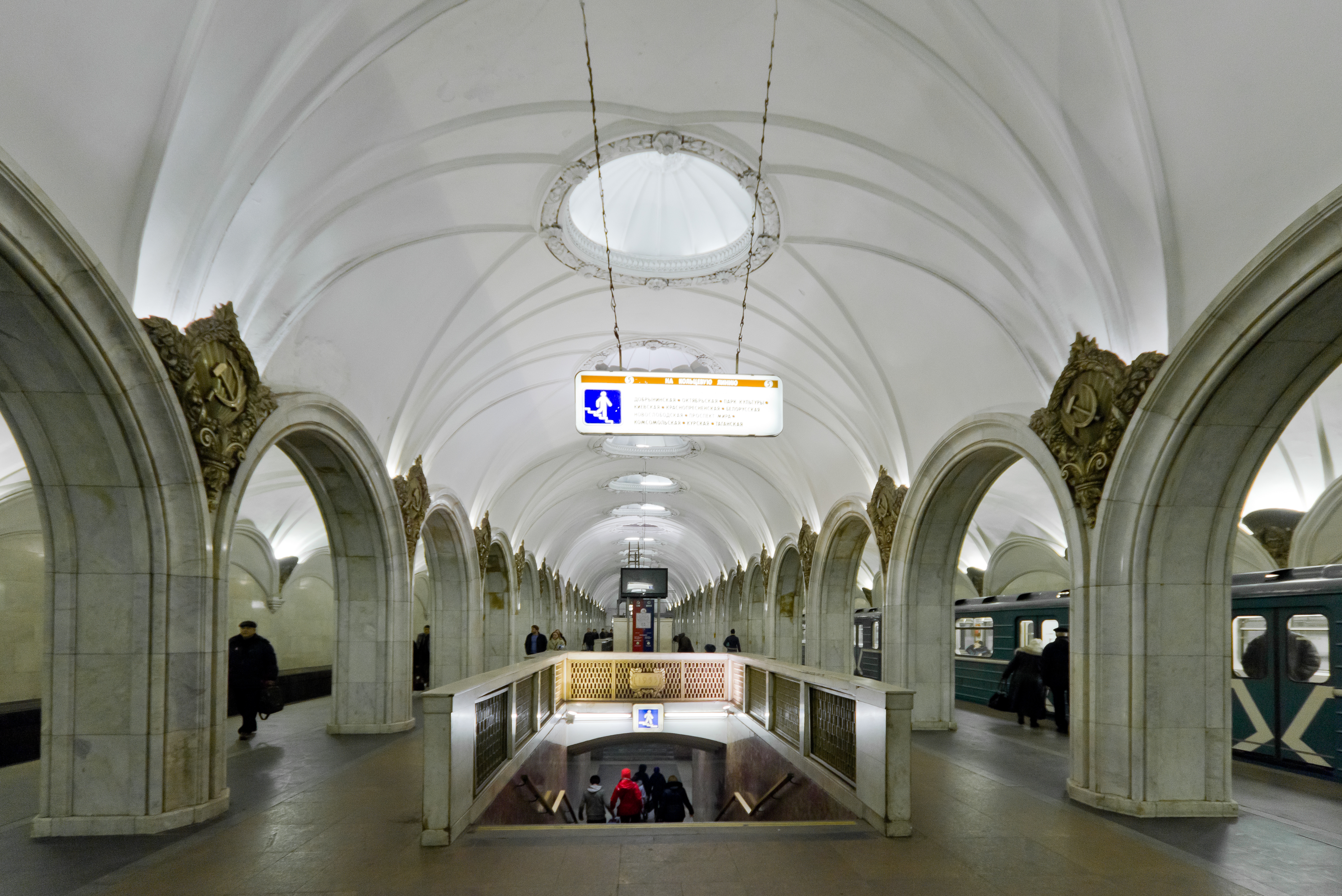
Middenhal met de trap voor de overstappers naar de ringlijn